# Lista najwyższych budynków w Rzymie
Rzym jest największym miastem Włoch i czwartym co do wielkości miastem Unii Europejskiej. Pierwszymi współczesnymi wysokimi budynkami Rzymu były trzy wieżowce Ministerstwa Finansów (włos. Ministero Delle Finanze) zbudowane w 1961 roku. Obecnie nie istnieją. Obecnie w Rzymie istnieją dwa wieżowce powyżej 100 metrów wysokości. Najwięcej wysokich budynków zostało zbudowanych z dzielnicy biznesowej EUR.

## Najwyższe budynki
| Nr | Nazwa              | Zdjęcie | Wysokość | Piętra | Rok budowy | Użycie     | Dzielnica     |
| -- | ------------------ | ------- | -------- | ------ | ---------- | ---------- | ------------- |
| 1  | Torre Eurosky      |         | 120      | 30     | 2013       | Mieszkalny | Municipio XII |
| 2  | Torre Europarco    |         | 103      | 31     | 2012       | Mieszkalny | Municipio XII |
| 3  | Palazzo ENI        |         | 80       | 22     | 1962       | Biura      | EUR           |
| 4  | Telecom Italia     |         | 73       | 20     |            | Biura      | EUR           |
| 5  | INAIL Tower        |         | 72       | 21     |            | Biura      | EUR           |
| 6  | Grattacielo Italia |         | 72       | 20     |            | Biura      | EUR           |